# 维多利亚和阿尔伯特博物馆
维多利亚和阿尔伯特博物馆（英語：Victoria and Albert Museum, V&A），是位于英国伦敦的工艺美术、装置及应用艺术的博物馆，成立于1852年。1899年，维多利亚女王为博物馆的侧厅举行奠基礼时，将博物馆正式更名为V&A，以纪念她的丈夫艾伯特王夫。館藏以欧洲展品居多，但也有來自中國、日本、印度及伊斯蘭世界等的艺术和设计收藏，展品大部分陈列在南肯辛顿的主楼或伦敦东区的童年博物馆（Museum of Childhood）中。

## 历史
博物馆的历史可追溯到1837年，当时的英国政府在伦敦萨默塞特府成立了政府设计学院（Government School of Design），学校有一批数量不多的教学收藏品。萬國工業博覽會1851年在水晶宫举办後，设计学院的教学收藏品更名为工艺品博物馆（Museum of Manufactures）。而博览会组织者之一的科尔（Henry Cole），则成为博物馆於1852年創立時的首任馆长，开始扩大收藏。博物馆並利用萬國工業博覽會的利潤購買海德公園以南的大片土地，於1857年迁入并更名为南肯辛顿博物馆（South Kensington Museum）。博物馆為世界上首家提供煤气照明的博物馆，并且率先开设了餐厅。博物馆現址在1857年建立後，到了1890年代，博物馆已经包括了办公室、展示长廊和图书馆三部分。但要等到1909年克伦威尔路（Cromwell Road）立面完工之后，博物館才展現今日面貌。
2018年，V&A 宣布將會舉辦一個以 Tim Walker 作品為主題的展覽，向這位傳奇攝影師致敬，除了他童話風格的攝影作品，更會展出一些幕後花絮，曾與 Tim Walker 合作的化妝師、髮型師與布景設置設計師也會現身於這些未曾公開的 behind-the-scenes 當中。

## 展品

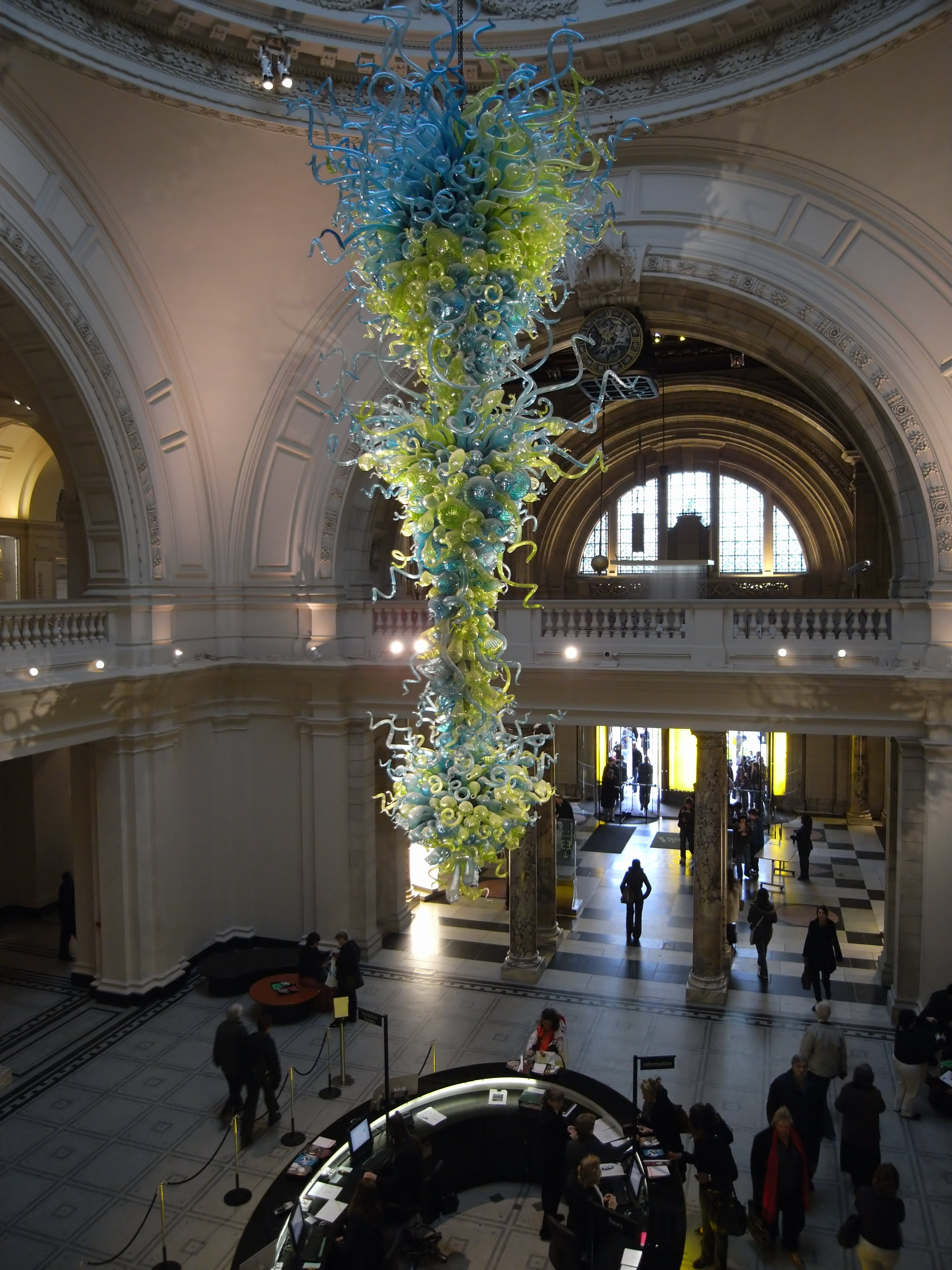
博物馆大廰

博物館內的绘画藝廊包括五个画廊，是原有建筑的一部分，展出的油画超过200幅，其中包括庚斯博羅、康斯特布尔、和特纳、波提切利、丁托列托、罗塞蒂、德加以及德拉克洛瓦等人的作品。水彩畫部分，館藏包含了保罗·桑德比、托马斯·桑德比和托马斯·罗兰森等十八世纪著名水彩画家的作品。版画收藏則同时囊括纯艺术作品和商业性作品，由大约500,000件收藏品组成，包括从文艺复兴时期至当代的版画品、装饰艺术用印刷图案、地形和肖像版画、漫画和贺卡、临时和商业绘图、海报与壁纸。館藏的微型肖像画，則被放在为其专门设计的画廊内展览，於2005年对外开放。

## 鄰近交通
博物馆坐落于自然史博物馆和科學博物館的对面，位于伦敦展览路博物馆区的正中心，鄰近海德公園。可乘伦敦地铁至南肯辛頓站，再步行約5分鐘。也可搭乘公共汽车，在克伦威尔路的博物馆入口下車。

## 合作夥伴

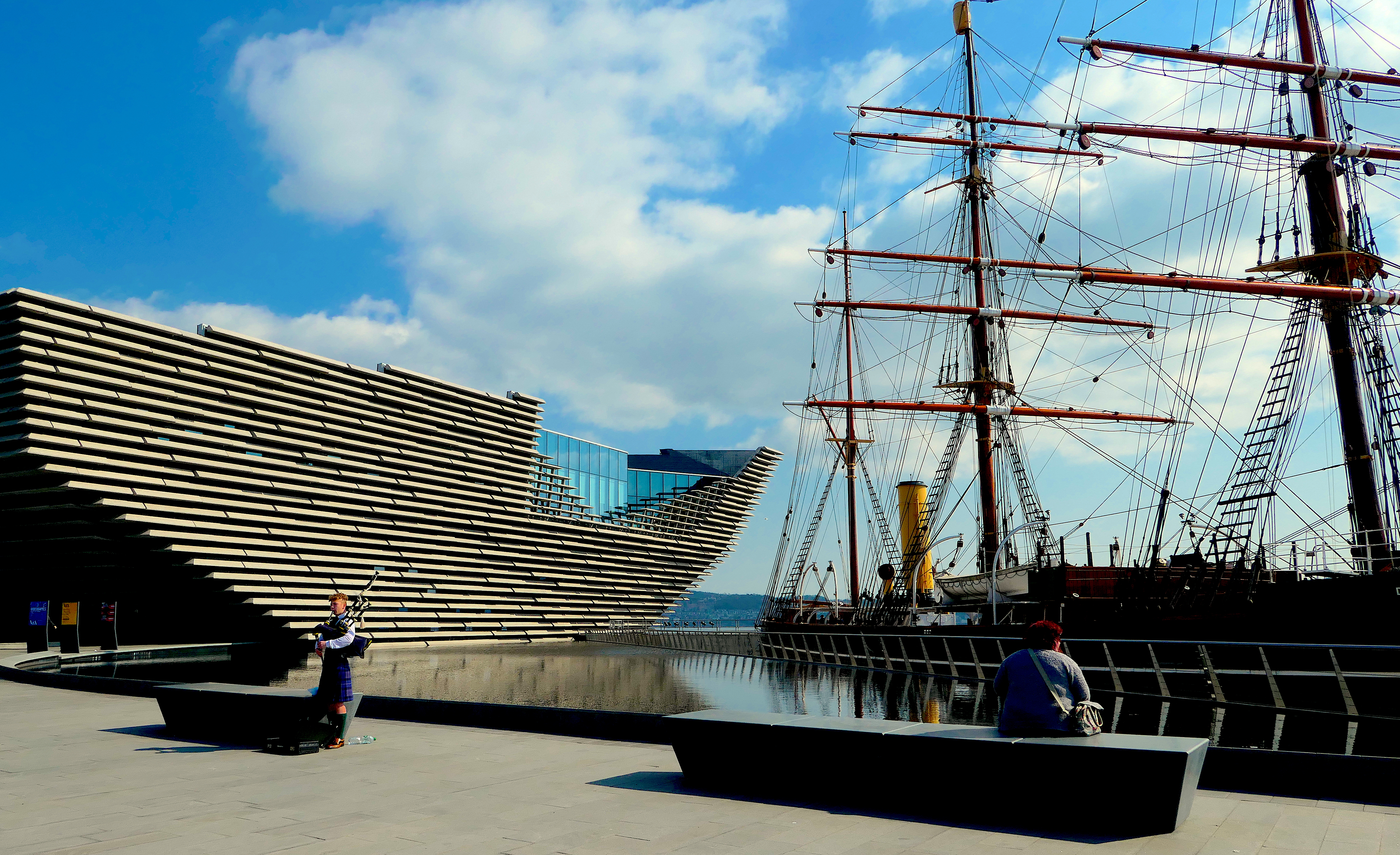
V&A丹地分館

V&A 在丹地設有 V&A丹地分館。V&A 和夥伴單位合作在雪菲爾、黑潭、丹地等地成立區域性展覽廳。2011年，與招商局集團簽訂合作協議，在深圳市南山區蛇口海上世界合作營運一個設計博物館（海上世界文化藝術中心），於2017年12月2日正式開幕。